# 살라츠그리바시

시 문장

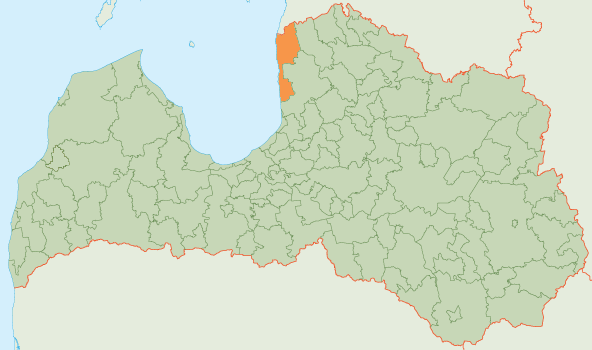
살라츠그리바 시의 위치

살라츠그리바시(라트비아어: Salacgrīvas novads)는 라트비아의 지방 자치체로 행정 중심지는 살라츠그리바이며 면적은 637.6km2, 인구는 9,581명(2009년 기준), 인구 밀도는 15명/km2이다. 2개 도시, 3개 교구를 관할한다.

## 같이 보기
- 라트비아의 행정 구역